# Табасаранське майсумство
Табасаранське майсумство —васальная держава у Табасарані, що утворилася на початку X століття. Було спадкоємцем Арабського халіфату. У XV–XVI ст. — одна из держав Дагестану. У 1813 році приєднано до Російської імперії.

## Історія

### Заснування
З IV ст. до н. е. по V ст. н. е. територія табасаранів входила до складу Кавказької Албанії. Після занепаду Кавказької Албанії на деякий час стає самостійною областю. У V–VII відбулося об'єднання табасаранських громад. Цю державу вірмени називали Таваспоран або Табарсаран. Наприкінці VIII ст. після запеклого спротиву визнає владу Арабського халіфату. На цій території були зведені арабські фортеці, а табасарани повинні були сплачувати 10 тис. мір зерна до Дербенту.
У X ст. після послаблення влади Арабського халіфату в Табасарані утворюється самостійна держава на чолі з Мухаммедом Майсомом (звідси титул володарів — майсум), який заснував династію Маз'ядидів.
Період XI-XII ст. був часом подальшого розвитку феодальних відносин у Табасарані. Зрушення в розвитку продуктивних сил призвели до розпаду єдиного політичного утворення — майсумства на дрібніші самостійні одиниці, зокрема союзи сільських громад (джамаатів). Держава була розділена на 24 рустака. При цьому в кожному рустакі був сарханг, на кшталт еміра.
XIII–XIV ст. характеризуються навалою на Табасаран спочатку монголів на чолі зі Субедеєм у 1220-х роках, потім військ Золотої орди у 1349–1350 та 1359–1360 роках та держави Ільханів у 1360-х роках, зрештою загонів Тамерлана у 1395 році. Після відходу Тамерлана майсумство посилюється, посилюються союзницькі відносини з Газікумухським шамхальством. У XV ст. відбувається об'єднання Табасарана в рамках єдиної державності.

### Піднесення
У XV–XVI . У середині XV 

### Розпад
У XVIII ст. Табасаран було розділено на три частини, з яких дві становили самостійні володіння — майсума і кадія. Союзи сільських товариств, знані під загальною назвою Девек-Елем, утворили Гірський Табасаран. У свою чергу, майсумство і володіння кадія поділялися на ще дрібніші політичні одиниці — бекства, а Девек-Елем розпадався на низку спілок сільських громад.
Влітку 1722 року відбувся Перський похід імператора Петра I, російські війська без бою вступили в Дербент. В останніх числах серпня російські війська на чолі з Петром I підійшли до річки Рубас і в безпосередній близькості від Табасарана заклали фортецю, розраховану на залогу в 600 вояків. Владу росіян було визнано майже всіма мешканцями Табасарана. Особливо відзначився рустам, голова Табасаранського кадійства, який допомагав росіянам підкорити Південний Дагестан. З 1722 по 1735 року Табасаран перебував у сфері впливу Росії. Табасаранські володарі — майсум та кадій — були підпорядковані російському комендантові в Дербенті.
У 1735–1736 та 1740–1741 роках табасаранські війська активно боролися проти вторгнення перських військ на чолі з Надир-Шахом. Утім, війська спротиву загарбникам очолив військовик та поет Мірза Калукський, який загинув у Андалальський битві. Втім перси зуміли зміцнити свої позиції в Табасаранському кадійстві, звідси здійснювали походи проти Табасаранського майсумства, але зазнали поразки.
Тривалий час намагалося зберігати гарні відносини з сусідами, перш за все Кайтазьким уцмістом та Дербентським ханством. Проте з 1760-х років, після приєднання Дербента до Кубинського ханства, з останнім відносини погіршилися через амбіції його володаря Фаталі-хана. Тому табасаранському майсуму й кайтазькому уцмію довелося військово протидіяти Кубинському ханству.
У 1775 році російські війська в союзі з армією Кубинського хана вторглися до Табасарану, де зуміли завдати поразки низці сільських громад. Зрештою Табасаранський кадій визнав владу Російської імперії. У 1790-х роках Табасаранське кадійство разом з Тарковським шамхальством та Кайтазьким уцмійством уклало військовий союз проти зазіхань перського шаха Ага-Мохамед-хана з династії Каджарів.
У 1797 році особливою грамотою російського імператора Павла I Табасаранського кадія було прийнято в підданство Росії. Влітку 1801 року до імператора Олександра I з проханням про прийняття в підданство звернулися Разі-бек Табасаранський, Сограб-бек і брат його Махмуд-бек. У 1802 році табасаранські володарі брали участь у перемовинах дагестанських правителів з російськими представниками в Георгієві, де було підписано Георгіївський договір. За ним домовлено про взаємодопомогу.
Під час російсько-перської (1804–1813) та російсько-турецької (1806–1812) війн Табасаранські майсум та кадій залишилися вірними Росії, незважаючи на спроби Османської імперії та шахської Персії перетягнути їх на свій бік. 21 липня 1806 році царські війська увійшли в Дербент. Майсум і кадій з іншими дагестанськими феодалами вийшли назустріч російським військам і дали клятву на вірність Росії. Тоді ж вони були прийняті в підданство цієї імперії. У 1813 році землі Табасарану були приєднані до Російської держави.

## Географія
Майсумство мало кордони на північному заході з уцміством Кайтазьким, на північному сході — Дербентським ханством, на заході — Газікумухським ханством, на півдні — Кюринським ханством.

## Державне управління
Феодальні правителі Табасарану носили титул «майсум», в управлінні їм допомагали духовні особи — кадії, залежний стан становили раяти, частково — уздені. До панівного класу ставилися феодальні правителі — майсуми, беки, чанка-беки, вище мусульманське духовенство (шейхи, кадії, ефенді).
Найвищий щабель феодальної ієрархії обіймав майсум, що був великим власником. На другому місці перебували беки — молодша лінія вищого феодального стану. Майсум був очільником політичного об'єднання — майсумства, розглядав судові справи, збирав і командував ополченням. Для джамаатів (спілок сільських громад) майсум виступав у ролі представника верховної влади.
Беки, отримавши від феодальних володарів у спадкове володіння і в дар населені й ненаселені землі, стали великими землевласниками і становили вищий клас феодалів в майсумстві. Беки були васалами майсума і користувалися багатьма пільгами.
Чанки — це особливий стан феодального класу, нащадки беків, народжених від матерів нерівного походження.
Основну масу населення майсумства становило селянство, яке також поділялося на кілька станів, що розрізнялися між собою ставленням до засобів виробництва, залежністю від майсума, беків, ступенем поневолення, становищем у суспільстві, певними юридичними установами (нормами адата).

## Економіка
Табасаранський територія була коридором, що зв'язує країни Східної Європи з країнами Закавказзя і Передньої Азії. По ній часто проходили купецькі каравани й іноземні посольства. Через територію проходили важливі торговельні шляхи, які пов'язували мешканців майсумства з народами Закавказзя і Північного Кавказу. Більш за все торгівля велася з Шемахою, Тарковським шамхальством, Газікумухським ханством, табасаранські купці їздили до Московії (згодом Російської імперії), Персії, Османській імперії. Через Шемаху до Персії постачалися табасаранські килими. Значними для свого часу торговими центрами були аули Хучні, Хів, Дюбек.
У передгірській та рівнинній зонах переважний розвиток мало землеробство, садівництво та виноградарство, а в гірській — скотарство, поєднане із землеробством. Утім, й в горах хліборобством займалися всі жителі без винятку. Основними зерновими культурами, оброблюваними в майсумстві, були: озима пшениця, голозерний ячмінь (магар), ячмінь, просо. У садах виростали різноманітні фрукти: яблука, груші, айва, черешня, вишня, абрикоси, сливи, волоський горіх, алича, виноград. Городництво й баштанництво було розвинене слабо. Городів і бахчей у буквальному сенсі не було, але вирощувалися цибуля, часник, морква, кінські боби, квасоля. Особливу роль і місце в господарстві приморської частини майсумства займало мареноводство. Марена використовувалася не тільки як барвник у селянському господарстві, але й ішла на продаж. Іншими технічними культурами, що оброблялися в Табасаранському майсумстві, були коноплі, льон, бавовна.
Другою основною галуззю господарської діяльності жителів майсумства було тваринництво. Мешканці передгірних громад розводили переважно велику рогату худобу, а жителі гірської зони — овець, хоча не ігнорували й розведення великої рогатої худоби. Значення вівчарства в економічному житті майсумства дедалі більше зростає наприкінці XVIII — на початку XIX ст.
Важливу роль у господарстві жителів майсумства відігравали домашні промисли й ремесла. Були розвинені виробництво сукна, обробка каменю, шкіри, конопляне ткацтво, виготовлення паперових і шовкових тканин.
Були характерні види земельної власності: приватна, громадська, мечетська, тухумних. У свою чергу приватне землеволодіння поділялося на дві категорії: велике феодальне землеволодіння і дрібні приватновласницькі землі — мюльки селян. Землі феодалів поділялися на спадкові, постійні володіння феодальних правителів, феодальних родин і землі беків; тимчасові володіння (умовне землеволодіння).

## Населення
Населення складалося з табасаран, азербайджанців,татів, гірських євреїв. У майсумстві спостерігалася відносно висока щільність населення. Серед них виділявся Джараг — столиця майсумства. У джерелах фігурують Чулат.

## Релігія
У часи перебування у складі Кавказької Албанії панівною вірою було християнство (більшість була монофизітами, решта — православними). Також тут були громади зороастрийців та юдеїв. З 780-х років починається проникнення сюди мусульманських проповідників. Впровадження ісламу значно посилилося з підкорення табасаранів Арабським халіфатом.

## Наука й освіта
У XI–XV ст. в Табасарані створювалися рукописи, хроніки, а в деяких аулах діяли мектеби. Муталіми навчалися в Дербенті, інших центрах мусульманської культури. Аліми (Мухаммед ал-Куріхі, Раджаб ал-Ругуджі, Шабан ал-Кюрягі, Рамазан ал-Кулікі) переписували арабські рукописи, що охоплюють різні галузі богослов'я, законознавства, історії, географії, арабської мови, геометрії. У XVII–XVIII ст. створювали свої праці вчені Хасан ібн Рабадан та його син Гаджі-Магомед з Зірдага, Мірза Калуксий.